# Sur de Líbano

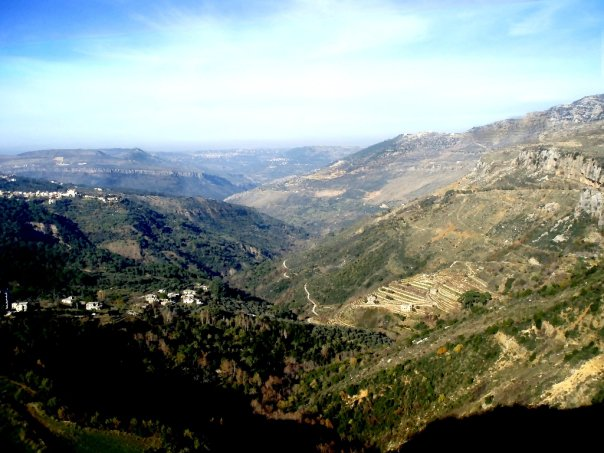
Paisaje del Sur de Líbano.

El sur del Líbano es el área geográfica de dicho país que comprende la Gobernación de Líbano Sur y la Gobernación de Nabatiye, en Oriente Próximo. Estas dos subdivisiones fueron creadas a partir de una única provincia a inicios de la década de 1990. Limita al sur con Israel con el que comparte 79 km de frontera. Al oeste limita con el mar Mediterráneo. Las principales ciudades de la región son: Tiro, Sidón y Nabatiye. La región está poblada mayoritariamente por musulmanes chiíes y una minoría de cristianos. Su frontera natural es el río Awali o Bostrenos. En ocasiones,[¿cuándo?] se considera parte de la Alta Galilea.[cita requerida]

## Historia
Durante la guerra árabe-israelí de 1948, la región fue invadida por las Fuerzas de Defensa de Israel (FDI) en la Operación Hiram. 
En la década de 1970, después de los sucesos del Septiembre negro, sería controlado por grupos palestinos para servir como base para sus ataques contra Israel. El 19 de marzo de 1978 en el contexto de la Operación Litani, el Consejo de Seguridad de las Naciones Unidas aprobó la Resolución 425 del Consejo de Seguridad de las Naciones Unidas por el que se creó la Fuerza Provisional de las Naciones Unidas para el Líbano (FINUL, por su sigla en francés). Estas fuerzas arribaron al Líbano el 23 de marzo de 1978, creando su sede en Naqoura, desplegando 6.000 soldados con el fin de mantener desmilitarizada la zona de seguridad al sur del río Litani. El sur del Líbano fue la ubicación del efímero Estado Libre del Líbano autoproclamado por Saad Haddad en 1979; sostenido militarmente por el Ejército del Sur del Líbano. El estado no logró el reconocimiento internacional y su autoridad se deterioró con la muerte de Saad Haddad en 1984.

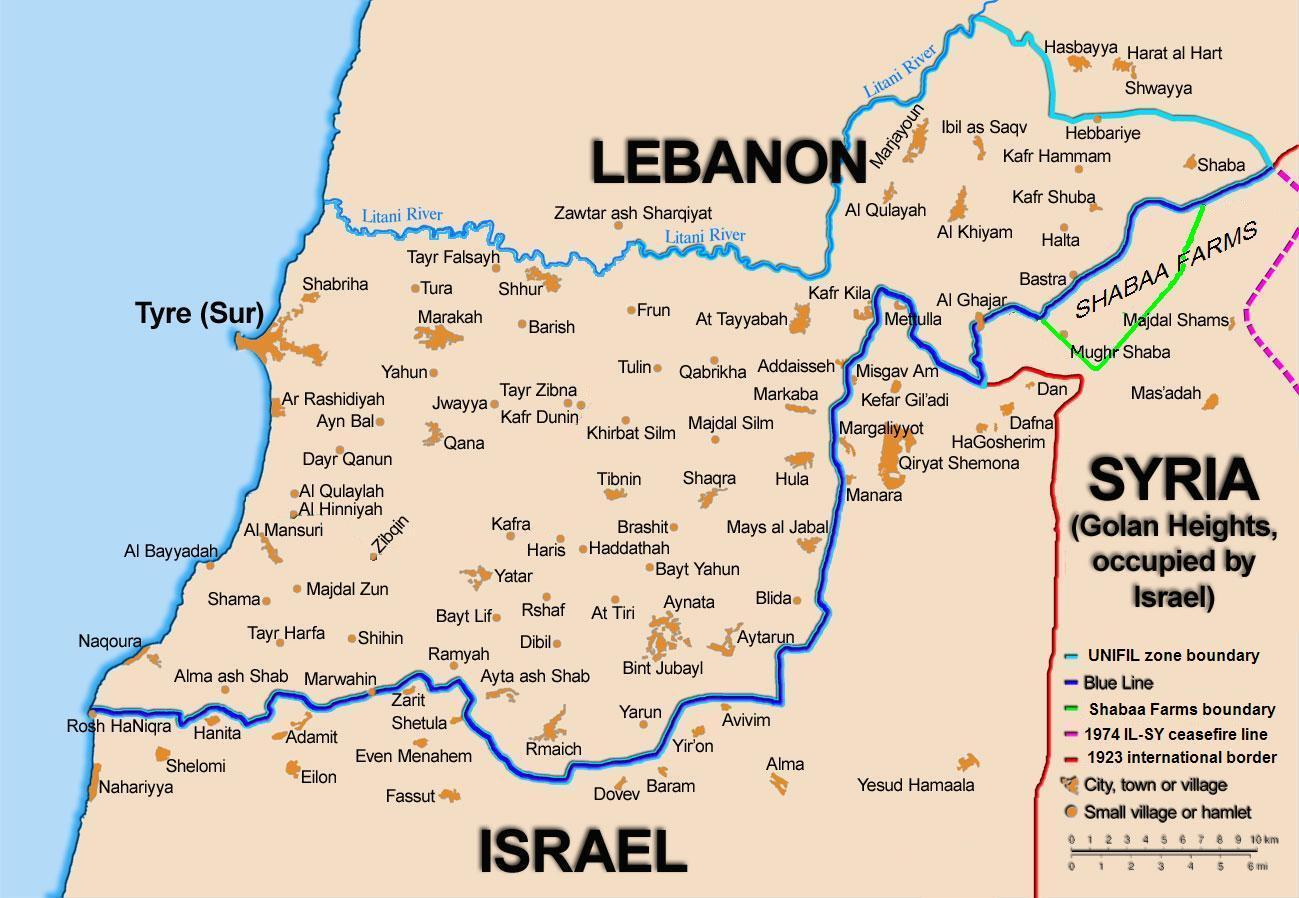
Línea azul, creada por el Consejo de Seguridad de las Naciones Unidas el 7 de junio de 2000.

Tras la guerra del Líbano de 1982, esta región fue ocupada por Israel. En consecuencia el Ejército de los Guardianes de la Revolución Islámica formaron la organización guerrillera Hezbolá a finales de 1982 entre la población chií. Hezbolá dominó política y militarmente la región, desde la cual lanzó ataques esporádicos contra Israel. Entre 1985-2000 se desarrolló el Conflicto del sur del Líbano que enfrentó a Israel con Hezbolá en territorio libanés.
Del 11 al 27 de abril de 1996 el ejército israelí llevó a cabo en la región la Operación Uvas de la Ira en la que llevaron a cabo más de 1.100 incursiones aéreas. El 7 de junio de 2000 las Organización de las Naciones Unidas establecieron la Línea azul con el propósito de determinar si Israel había retirado sus tropas completamente del Líbano.

Esta región tuvo gran notoriedad internacional tras la guerra del Líbano de 2006, conflicto que afectó durante treinta y cuatro días el Líbano, norte de Israel y los Altos del Golán. Los principales beligerantes fueron las FDI y el brazo armado de la organización terrorista Hezbolá. El conflicto comenzó el 12 de julio de 2006 y continuó hasta el 14 de agosto al entrar en vigencia la Resolución 1701 del Consejo de Seguridad de las Naciones Unidas, que estableció un alto el fuego a partir de las 05:00 horas UTC de ese mismo día. El conflicto se desencadenó cuando combatientes de Hezbolá, lanzaron cohetes sobre las poblaciones fronterizas israelíes y un subsiguiente ataque con proyectiles antitanque a dos vehículos blindados ligeros Humvee que patrullaban en la frontera vallada. 

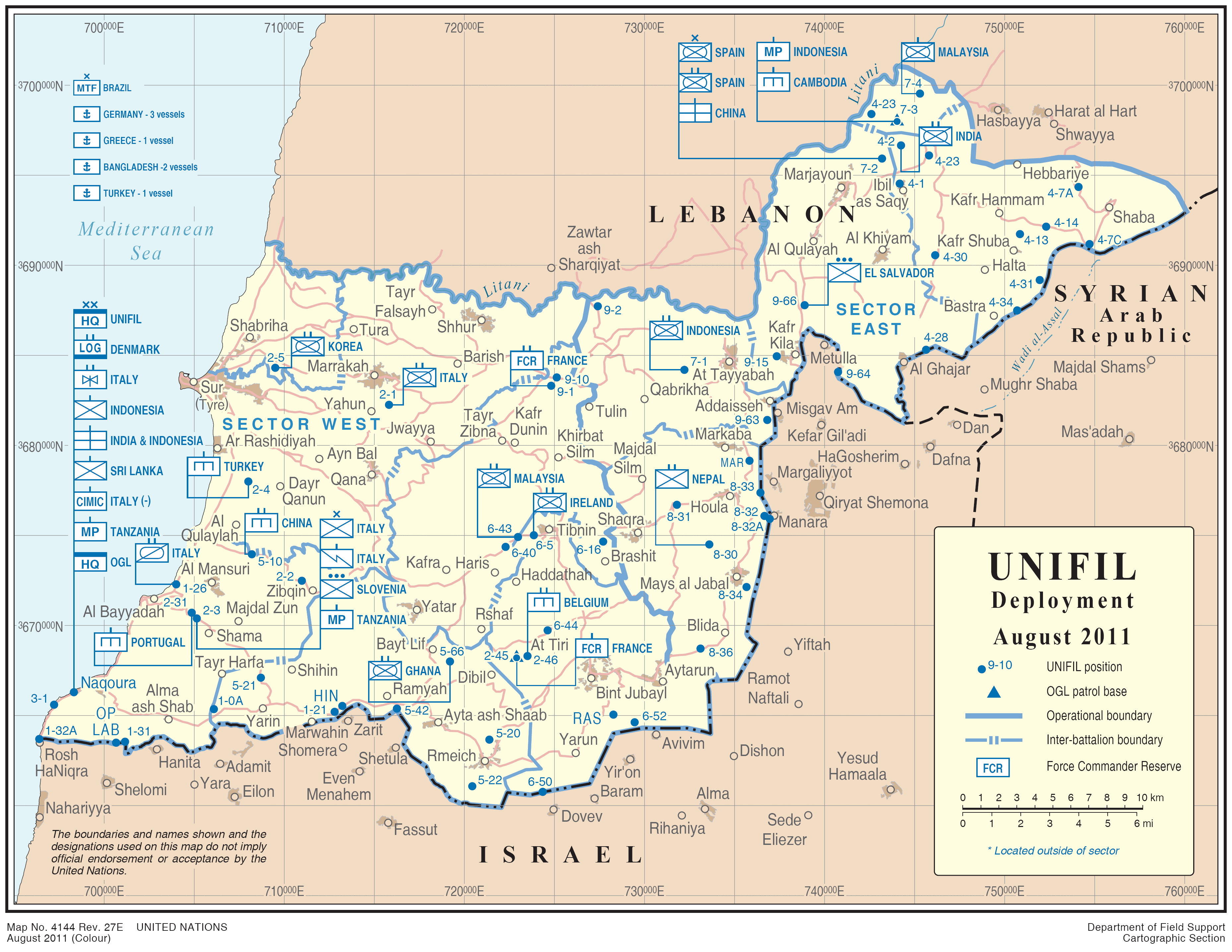
Mapa del despliegue de la misión de la Fuerza Provisional de las Naciones Unidas para el Líbano a abril de 2017.

 Durante este conflicto se produjo el desastre medioambiental del Derrame de petróleo de la central eléctrica de Jiyeh como consecuencia del bombardeo por parte del ejército israelí; además se produjo el llamado Reutersgate, en el que se comprobó que algunos fotógrafos estaban retocando las imágenes que se publicaban en los medios de comunicación sobre el impacto del bombardeo israelí para manipular a la opinión pública. El área es actualmente monitorizada por la FINUL, responsable de intervenir entre israelíes y libaneses y desde 2006 para hacer cumplir la Resolución 1701 del Consejo de Seguridad de las Naciones Unidas.

## Gobernación de Líbano Sur

### Distritos
- Sidón (Sidón)
- Jazzin (Jazzin)
- Tiro (Tiro)

### Ciudades
- Jazzin
- Tiro
- El Kfeir
- Sarepta
- Kfar Melki

## Gobernación de Nabatiye
Las ciudades están entre paréntesis.
- Bint Jbeil (Bint Jbeil) – 36 municipios
- Hasbaya (Hasbaya) – 20 municipios
- Marjayoun (Marjayoun) – 32 municipios
- Nabatieh (Nabatieh) – 42 municipios